# Juan Ignacio Flores Mogollón
Juan Ignacio Flores Mogollón fue un militar español que estuvo a cargo del gobierno de Santa Fe de Nuevo México entre 1712 y 1715, en sustitución de José Chacón Medina Salazar y Villaseñor. Apaciguó la revuelta de los indios jumanos. Las montañas Mogollón llevan su nombre.

## Biografía
Flores Mogollón ingresó en el ejército español en su juventud, donde destacó, logrando el título de Oficial. Su salario, que había sido fijado por el rey, era de dos mil pesos anuales.
Fue nombrado gobernador de Nuevo México por Felipe V y, habiendo llegado a Santa Fe, ocupó el cargo el 5 de octubre de 1712. Durante el primer año que administró el territorio, estalló una revuelta de los indios jumanos contra el gobierno de Nuevo México en El Paso. Flores Mogollón reprimió la revuelta. Su cargo como gobernador duró algunos años, pues se descubrió que había estado involucrado en una malversación de fondos, por lo que fue destituido el 5 de octubre de 1715, siendo reemplazado por Félix Martínez de Torrelaguna . Poco después de eso, Flores Mogollón se fue de Nuevo México. El juicio finalmente se llevó a cabo en Santa Fe, Nuevo México en 1721, cuando Mogollon ya no vivía allí. Por lo tanto, no fue encontrado ni presentado para juicio.

## Legado
- Las montañas Mogollón, en el suroeste de Nuevo México, fueron nombradas en honor a Flores Mogollón,[4][5] También existe una ciudad llamada Mogollón en Nuevo México y, por derivación, la cultura arqueológica mogollón.